# Hjørring Private Realskole
Hjørring Private Realskole er dansk privatskole i Hjørring. Der er pr. feb. 2014 759 elever i 32 klasser, 49 lærere og 11 pædagoger og i alt 73 ansatte.

## Historie
Skolen blev grundlagt i 1875 som en ren pigeskole af Frøken Elisabeth Faye under navnet Elisabeth Fays Pigeskole, i den gamle skolebygning på Skolegade i Hjørring. I 1912 fik skolen sin egen bygning i Brinck Seidelinsgade, og blev 13 år senere omdannet til en realskole, dermed blev den åbnet for drenge og fik det nuværende navn. I 1958 blev realskoler afskaffet ved lov, men navnet blev beholdt. I slutningen af 70'erne flyttede skolen til Vendiavej, for at overtage Østre Skole i centrum af Hjørring.

## Undervisning
Skolen arbejder også med den internationale dimension i undervisningen. Der er skolepartnerskab, venskabsskoler, udvekslingsstudenter og sprogassistenter under EU's Comenius-program samt samarbejder med en skole i Gambia.

## Aktiviteter
HPR koordinerer det såkaldte "sommercamp", der foregår i sommerferien, hvor elever deltager i aktiviteter som gymnastik, fodbold, madlavning og almindelig undervisning.  HPR koordinerer også talentcamp.dk  i samarbejde med et netværk bestående af 20 DP-skoler og studerende fra Københavns Universitet. På talentcamp kan elever få undervisning på et højt niveau. I TalentWeek 2013 blev sangen "Nørder" indspillet.